# Eustala perfida
Eustala perfida är en spindelart som beskrevs av Cândido Firmino de Mello-Leitão 1947. 
Eustala perfida ingår i släktet Eustala och familjen hjulspindlar. Inga underarter finns listade i Catalogue of Life.